# Quanzhou
Quanzhou (chinesisch 泉州市, Pinyin Quánzhōu shì; veraltet n. Post Chinchew, kurz: 泉,  Quán, 鲤,  Lǐ) ist eine bezirksfreie Stadt in der südostchinesischen Provinz Fujian. Das Verwaltungsgebiet von Quanzhou hat eine Fläche von 11.198 km² und 8.782.285 Einwohner (Stand: 2020), wovon rund 6,7 Millionen im eigentlichen Stadtgebiet wohnen. 
Aufgrund der günstigen Lage an der Taiwanstraße war Quanzhou zwischen dem 11. und 14. Jahrhundert Chinas bedeutendster Hafen für den internationalen Handel und wurde von ausländischen Händlern als Zaitun bezeichnet. Die Stadt war ein kosmopolitisches Zentrum mit religiöser Vielfalt und Schauplatz bedeutender historischer Ereignisse, wie den mongolischen Flottenangriffen und einem blutigen Aufstand 1357. Zu den berühmtesten Besuchern der Stadt gehören Marco Polo und Ibn Battuta. Später verlor Quanzhou durch politische Maßnahmen, Piraterie und die Versandung des Hafens an Bedeutung.
Aufgrund ihrer historischen Rolle im Seehandel und ihrer kulturellen Vielfalt wurde die Stadt 2021 zum UNESCO-Weltkulturerbe erklärt.
Quanzhou ist heute eines der wichtigsten industriellen Zentren in Fujian, vor allem im Textil- und Maschinenbausektor, und eine der größten Städte im Südosten Chinas.

## Administrative Gliederung

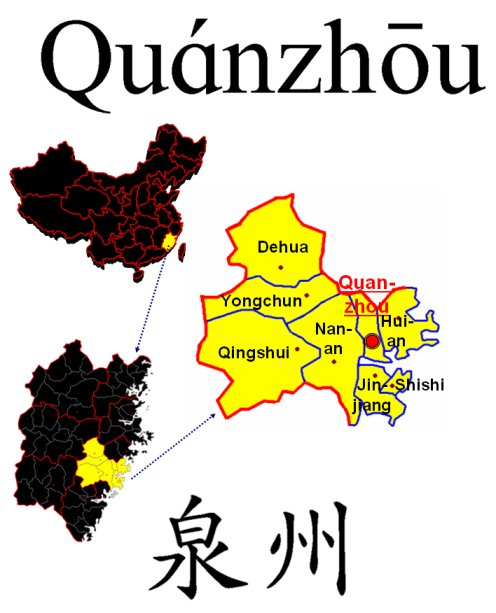
Kreisebene der Stadt Quanzhou

Auf Kreisebene setzt die Stadt Quanzhou sich aus vier Stadtbezirken, drei kreisfreien Städten und vier Kreisen zusammen. Diese sind (Stand: 2020):
- Stadtbezirk Fengze 丰泽区, 124 km², 698.557 Einwohner;
- Stadtbezirk Licheng 鲤城区, 57 km², 420.069 Einwohner;
- Stadtbezirk Luojiang 洛江区, 377 km², 247.172 Einwohner;
- Stadtbezirk Quangang 泉港区, 312 km², 354.296 Einwohner;
- Stadt Jinjiang 晋江市, 714 km², 2.061.551 Einwohner;
- Stadt Nan’an 南安市, 2.017 km², 1.517.514 Einwohner;
- Stadt Shishi 石狮市, 177 km², 685.930 Einwohner;
- Kreis Anxi 安溪县, 2.994 km², 1.003.599 Einwohner, Hauptort: Großgemeinde Fengcheng 凤城镇;
- Kreis Dehua 德化县, 2.204 km², 332.148 Einwohner, Hauptort: Großgemeinde Xunzhong 浔中镇;
- Kreis Hui’an 惠安县, 767 km², 1.030.626 Einwohner, Hauptort: Großgemeinde Luocheng 螺城镇;
- Kreis Yongchun 永春县, 1.457 km², 422.531 Einwohner, Hauptort: Großgemeinde Taocheng 桃城镇.

Darüber hinaus betrachtet die Volksrepublik China die unter der Kontrolle der Republik China auf Taiwan stehende der Küste vorgelagerte Inselgruppe Jinmen als Kreis Jinmen (金门县) der Stadt Quanzhou.

## Lage
Quanzhou liegt in der Nähe der Mündung des Jin Jiang in die Taiwan-Straße im Süden der Provinz Fujian. Die Stadt hat ein sehr mildes Klima mit Jahresdurchschnittstemperaturen von 15 bis 21 Grad Celsius.

## Geschichte
Unter dem Namen Zaytoun, auch Zaytun  bzw. Zaitun, (刺桐城,  Cìtóng Chéng), der sich vom chinesischen Baumnamen Citong für die vielen indischen Korallenbäume der Gegend ableitete, war Quanzhou schon im fünften Jahrhundert ein wichtiger Handelshafen. Von hier wurde Seide in den arabischen Raum exportiert und der Name der Stadt wurde im Arabischen zum Begriff für Seide mit Atlasbindung: atlas zaytuni „Seide aus Zaytun“. Dieses Wort gelangte über spanische und französische Vermittlung als Satin ins Deutsche.
Im dreizehnten Jahrhundert erreichte die Bedeutung ihren Höhepunkt, als die Seidenstraße durch zahlreiche Kriege und Raubüberfälle zu unsicher geworden war und man deshalb eine Seidenstraße der Meere vorzog. Von der regen Handelstätigkeit während der Song-Dynastie zeugt der Schiffsfund von Quanzhou. In der Song- und auch der Yuan-Dynastie bewohnten viele arabische und persische Kaufleute die Stadt. Es gab Handelsrouten nach Afrika und Arabien im Westen sowie bis ins heutige Indonesien. Es gibt auch Theorien, dass durch die Araber Quanzhous chinesische Erfindungen wie das Schießpulver oder der Druck in den Westen und damit nach Europa kamen.
In der Ming- und Qing-Dynastie verfiel langsam der Hafen, nicht zuletzt durch das Seehandelsverbot, das zeitweise herrschte. Die übervölkerte Stadt war von zahlreichen Auswanderungswellen in Richtung Südostasien und nach Taiwan betroffen.
Im Juli 2021 setzte das Welterbekomitee der UNESCO historische Monumente und Stätten des alten Quanzhou unter der Bezeichnung Quanzhou: Markt- und Handelsplatz der Song-Yuan-Dynastie auf die Liste des Welterbes.

## Wirtschaft
Unter den bezirksfreien Städten Fujians ist Quanzhou die Stadt mit der größten Wirtschaftskraft. Quanzhou ist ein wichtiges Zentrum der Steinmetzerei und im Umland der Stadt gibt es Steinbrüche sowie zahllose Firmen, die sich mit der Herstellung von Gedenktafeln, Statuen oder einfach nur schönen Steinen beschäftigen. Auch werden Fliesen, mit denen viele Häuser in China außen verkleidet sind, hergestellt. Dadurch sind Quanzhou und Umgebung einer sehr hohen Staubbelastung ausgesetzt.
- Bruttoinlandsprodukt: 122,3 Milliarden Renminbi
- BIP pro Kopf: 16.650 Renminbi

Zahlen: Fujian Statistical Yearbook 2003 (Zahlen von 2002)

## Sehenswürdigkeiten
- Der buddhistische Kaiyuan-Tempel (开元寺,  Kāiyuán Sì) ist eine während der  Song-Zeit errichtete riesige Tempelanlage etwas außerhalb des Stadtzentrums. Obwohl sie nur in Teilen erhalten ist, bedeckt sie immer noch eine Fläche von 6000 Quadratmetern. Sie wird von den im 13. Jahrhundert hinzugefügten Zwillingspagoden dominiert, die sehr solide gebaut sind und neben einigen Erdbeben auch die Kulturrevolution unversehrt überlebt haben. Die Pagoden wie die Haupthalle sind von kostbaren Schnitzereien geschmückt. Am westlichen Ende der Anlage steht ein alter Maulbeerbaum, an dem der Legende zufolge Lotusblüten erschienen sind, was den Anlass zum Bau des Tempels gegeben hat und auch für den Nebennamen des Tempels, Lotusblütentempel verantwortlich ist.

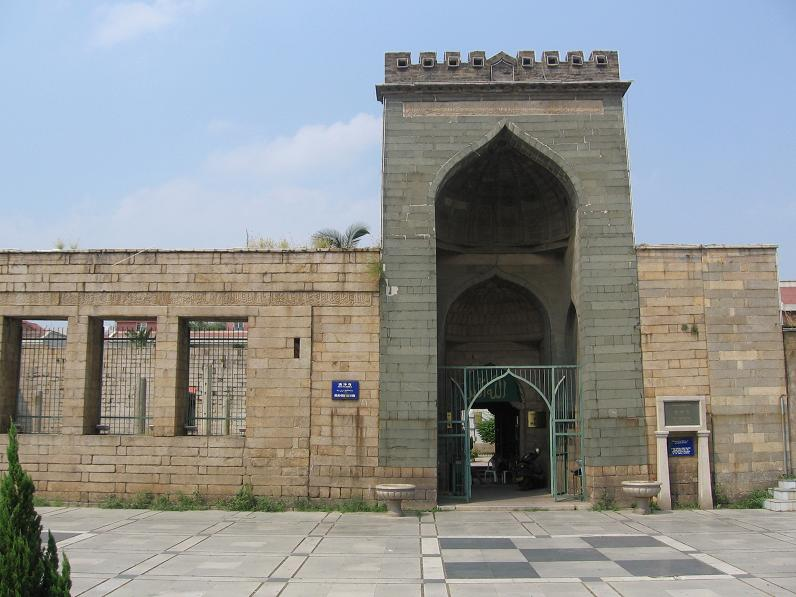
Qingjing-Moschee

- Die muslimische Qingjing-Moschee (清淨寺,  Qīngjìng Sì) ist ebenfalls nur in Teilen erhalten, sie ist jedoch um das Jahr 1000 gegründet und damit eine der ältesten Moscheen, die es in China noch gibt. Da sie für chinesische Verhältnisse einen sehr arabischen Stil aufweist, ist sie Beleg dafür, wie hoch die Zahl arabischstämmiger Einwohner Quanzhous in der Zeit der Blüte der Stadt gewesen sein muss.

- Der daoistische Tonghuai Guanyue-Tempel (通淮关岳庙,  Tōnghuái Guānyuè Miào), umgangssprachlich meist Tumen Guandi-Tempel (涂门关帝庙,  Tōnghuái Guāndì Miào) genannt, ist ein sogenannten daoistischer Wenwu-Tempel (文武庙,  Wénwǔ Miào). Der Tempel ist den Helden Guan Yu, Yue Fei und dem Philosoph Konfuzius gewidmet. Dieser sehr lebhafte Tempel wird von lebensgroßen Wächter-Statuen auf Pferden bewacht. Im Tempelinneren kann man Wandgravuren besichtigen, die Szenen aus dem Leben von Guan Yu zeigen.

- Das „Maritime Museum zur Historie des Überseeverkehrs“ (泉州海外交通史博物馆,  Hǎiwài Jiāotōngshǐ Bówùguǎn) zeigt die Geschichte des Seehandels, der Quanzhou einmal reich gemacht hat. Es besitzt unzählige Schiffsmodelle, unter anderem auch jener Schiffe des legendären Admirals Zheng He, und illustriert, wie weit voraus China dem mittelalterlichen Europa war.

## Erreichbarkeit
Quanzhou hat einen neugebauten Flughafen, der etwa 20 km östlich der Stadt liegt. Er hat aber nur einige Inlandsverbindungen.
Quanzhou liegt ca. zwei Autostunden nördlich der Stadt Xiamen und 4–5 Autostunden südlich der Stadt Fuzhou, beide mit internationalen Flughäfen. Von beiden Städten gibt es häufige Verbindungen per Bus. Ebenso gibt es Langstreckenbusse in viele weitere Städte Chinas.
Seit 2010 hat Quanzhou einen Bahnhof, welcher das Hochgeschwindigkeitsnetz Chinas bedient. Es gibt unter anderem direkte Verbindungen nach Xiamen, Fuzhou, Nanjing und Shanghai.

## Partnerschaften
Quanzhou unterhält drei Partnerschaften zu ausländischen Städten:
- Urasoe in Japan (seit 1987)
- Montreal Park in den Vereinigten Staaten (seit 1994)
- Neustadt an der Weinstraße in Deutschland (seit 1995)

## Persönlichkeiten
- Xie Xide (1921–2000), Physikerin und Hochschullehrerin